# Elliott (Misisipi)
Elliott es un lugar designado por el censo ubicado en el condado de Grenada en el estado estadounidense de Misisipi. En el año 2010 tenía una población de 990 habitantes.

## Geografía
Elliott se encuentra ubicado en las coordenadas 33°41′00″N 89°45′57″O / 33.68333, -89.76583.